# مهبط ثار جاث
مهبط ثار جاث (بالإنجليزية: Thar Jath Airstrip)‏ هو مطار يقع في جنوب السودان.